# Varuhuset
Varuhuset är en svensk dramaserie skapad av Peter Emanuel Falck och Ola Olsson som visades i Sveriges Television under perioden 10 mars 1987 till 8 april 1989. Bland skådespelarna fanns bland andra Bertil Norström, Inga Gill, Willie Andréason och Christina Schollin i huvudrollerna. Totalt omfattar serien 60 avsnitt à cirka 45 minuter. Seriens regissörer inkluderar Mikael Ekman, Karin Falck, Pierre Fränckel, Hans Klinga, Staffan Roos, Pelle Seth och Rolf Sohlman.
Varuhuset ersattes efter dess nedläggning av den nya serien Storstad.

## Handling
Öhmans varuhus är ett av de tjusiga varuhusen i Stockholm. När högste chefen Gustaf Öhman ska utse sin efterträdare går han förbi sin dotter, inköpschefen Margareta – det självskrivna valet – och utser istället försäljningschefen Karin Forss till ny vd. Bland personalen görs det diverse skumma affärer, från högsta ledningen ned till den försupne Bengt på lagret. En av seriens längre storylines handlar om en viss person vid namnet "Pelikanen" som uppges vara en farlig person.

## Säsonger
Så här såg avsnittsfördelningen ut under säsongerna. Datum och innehåll är hämtade från Svensk mediedatabas.
|        | \| Säsong \| Avsnitt \| Säsongsstart \| Säsongssavslutning \| Sändningsdag(ar) \| \| ------ \| ------- \| ---------------- \| ------------------ \| ----------------------------------------------------------------------------------------------------------------------------------------------------------------- \| \| 1 \| 1–12 \| 10 mars 1987 \| 26 maj 1987 \| tisdagar kl. 20.00–20.45 (hela perioden) \| \| 2 \| 13–24 \| 4 september 1987 \| 20 november 1987 \| avsnitt 13: fredag kl. 20.20–21.00[a] avsnitt 14–23: fredagar kl. 20.30–21.15 avsnitt 24: fredag kl. 20.30–21.20[b] \| \| 3 \| 25–39 \| 4 mars 1988 \| 10 juni 1988 \| avsnitt 25: fredag kl. 20.30–21.20[c] avsnitt 26–28, 30–39: fredagar kl. 20.30–21.15 avsnitt 29: fredag kl. 20.00–20.45[d] \| \| 4 \| 40–48 \| 27 augusti 1988 \| 22 oktober 1988 \| lördagar kl. 21.05-21.50 (hela perioden) \| \| 5 \| 49–60 \| 14 januari 1989 \| 8 april 1989[e] \| avsnitt 49–52: lördagar kl. 21.15–22.00 avsnitt 53–54: lördagar kl. 21.05–21.45 avsnitt 55–57, 59–60: lördagar kl. 21.05–21.50 avsnitt 58: lördag kl. 20.50-21.30 \| |                  |                    | |
| Säsong | Avsnitt | Säsongsstart     | Säsongssavslutning | Sändningsdag(ar) |
| 1      | 1–12 | 10 mars 1987     | 26 maj 1987        | tisdagar kl. 20.00–20.45 (hela perioden) |
| 2      | 13–24 | 4 september 1987 | 20 november 1987   | avsnitt 13: fredag kl. 20.20–21.00 avsnitt 14–23: fredagar kl. 20.30–21.15 avsnitt 24: fredag kl. 20.30–21.20                                                     |
| 3      | 25–39 | 4 mars 1988      | 10 juni 1988       | avsnitt 25: fredag kl. 20.30–21.20 avsnitt 26–28, 30–39: fredagar kl. 20.30–21.15 avsnitt 29: fredag kl. 20.00–20.45                                              |
| 4      | 40–48 | 27 augusti 1988  | 22 oktober 1988    | lördagar kl. 21.05-21.50 (hela perioden) |
| 5      | 49–60 | 14 januari 1989  | 8 april 1989       | avsnitt 49–52: lördagar kl. 21.15–22.00 avsnitt 53–54: lördagar kl. 21.05–21.45 avsnitt 55–57, 59–60: lördagar kl. 21.05–21.50 avsnitt 58: lördag kl. 20.50-21.30 |

1. ↑  Den andra säsongens första avsnitt (episod 13) fick på grund av en programprioritering en tidigarelagd sändningstid.
2. ↑  Den andra säsongens sista avsnitt (episod 24) var ett förlängt avsnitt med fem minuter.
3. ↑  Den tredje säsongens första avsnitt (episod 25) var ett förlängt avsnitt med fem minuter.
4. ↑  Den tredje säsongens femte avsnitt (episod 29) fick en annan sändningstid jämfört med övriga avsnitt i säsongen.
5. ↑  På grund av sändningen från Melodifestivalen den 11 mars 1989 blev Varuhusets säsong förlängd med en vecka i och med att serien fick ta en veckas paus.

## Medverkande
| Skådespelare        | Roll                | Säsong                     |
| ------------------- | ------------------- | -------------------------- |
| Bertil Norström     | Bengt Persson       | 1–5                        |
| Sten Johan Hedman   | Håkan Svensson      | 1                          |
| Christina Schollin  | Margareta Öhman     | 1–5                        |
| Willie Andréason    | Lennart Berggren    | 1–5                        |
| Katja Blomquist     | Sara Forss          | 1–5                        |
| Leif Ahrle          | Kjell Palmqvist     | 1–5                        |
| Inga Gill           | Edith Persson       | 1–5                        |
| Olle Strömdahl      | Martin Rudberg      | 1–5                        |
| Monica Nielsen      | Bodil Assarsson     | 1–5                        |
| Heinz Hopf          | Erik Eriksson       | 1–5                        |
| Ulf Isenborg        | Rickard Zetter      | 1–4                        |
| Rico Rönnbäck       | Conny Rudberg       | 1–4                        |
| Fillie Lyckow       | Aina Lindgren       | 1–4                        |
| Sharon Dyall        | Tina Martinsson     | 1–4                        |
| Görel Crona         | Ylva Jansson        | 1–4                        |
| Sven Holmberg       | Gustaf Öhman        | 1–4                        |
| Li Brådhe           | Elisabeth Rudberg   | 1–4                        |
| Malin Toverud       | Emilia Rudberg      | 1–4                        |
| Stefan Ekman        | Frank Lundholm      | 1–3 & 5                    |
| Juan Rodríguez      | Carlos Romero       | 1–3                        |
| Lena Endre          | Ingrid Persson      | 1–3                        |
| Marika Lindström    | Karin Forss         | 1–3                        |
| Lennart R. Svensson | Filip Karlsson      | 1–3                        |
| Carl Billquist      | Matts Boresten      | 1–2 & 5                    |
| Henry Bronett       | Daniel Forsell      | 1–2                        |
| Pirkko Mannola      | Harriet Forss       | 1–2                        |
| Pelle Höjer         | Sven                | 1–2                        |
| Måns Edwall         | Valde Waldeström    | 1–2                        |
| Lasse Petterson     | Kommissarie Lund    | 1–2                        |
| Pilar Mainer        | Maria Aragon        | 2–5                        |
| Fotini Katrios      | Carlos dotter       | 1-?                        |
| Sara Key            | Cecilia Wiklund     | 2–4                        |
| Margreth Weivers    | Ruth Zetter         | 2–4                        |
| Leif Liljeroth      | Waldemar Nilsson    | 2–4                        |
| Lars Lind           | Rune Hägglund       | 3–5                        |
| Saeed Hooshidar     | Muhammed Asef       | 3–5                        |
| Carl-Ivar Nilsson   | Polisinspektör Palm | 3–5                        |
| Mathias Henrikson   | Lasse Högberg       | 3–5                        |
| Johan Hedenberg     | Jonas Lindgren      | 3–4                        |
| Nina Gunke          | Mona Törnqvist      | 3–4                        |
| Göran Thorell       | Ringström           | 3–4                        |
| Fredrik Ohlsson     | Jens Josefsson      | 3–4                        |
| Gudmar Wivesson     | Svensson            | 3                          |
| Haakon Svensson     | K.A. Lindhe         | 4–5                        |
| Sven Holm           | Carsten Oxelbrink   | 4–5                        |
| Ewa Carlsson        | Lena Lindsten       | 5                          |
| Hasse Jonsson       | Pål                 | 5                          |
| Lena Thorsén        | Nina Schiller       | 5                          |
| Anna Sundqvist      | Solveig Nilsson     | 5                          |
| Peter Hüttner       | Georg Levin         | 5                          |
| John Carlberg       | Jens                | 5                          |
| Ingela Sahlin       | Gunilla Fredén      | 5                          |
| Basia Frydman       | Sonya               | 5                          |
| Katrin Johansson    | Petra               | 5 (statist i säsong 3 & 4) |
| Christer Banck      | Sven-Åke            | 5                          |

I mindre återkommande roller syns Lars Amble, Christian Berling, Jan Dolata, Suzanne Ernrup, seriens upphovsman Peter Emanuel Falck, Lauritz Falk, Björn Granath, Katarina Gustafsson, Lars Hansson, Gösta Prüzelius, Peter Hüttner, Per Holmberg, Ingrid Janbell, Solgärd Kjellgren, Åsa Källén, Sven Melander (i rollen som sig själv), Jan Nyman, Thomas Oredsson, Johan Rabaeus, Per Sandborgh, J.M. Santana, Jan Smith, Allan Svensson, Paula Ternström, Lil Terselius, Torsten Wahlund, Thomas Widman och John Zacharias.
SVT-journalisterna Ingela Agardh, June Carlsson och Siewert Öholm medverkar som sig själva i ett avsnitt vardera.
Bland skådespelare och andra kända ansikten som medverkar som statister märks Carl-Lennart Fröbergh, Fredde Granberg, Gustaf Hammarsten, Per-Gunnar Hylén, Hans Klinga, Magnus Lind, Katarina Lundgren, Magnus Mark, Paula McManus, samt – i cameoroller som sig själva – Arne Hegerfors, Christer Sandelin och Lennart Swahn.

## DVD och streaming
Varuhuset gavs ut på DVD under 2009.
- Seriens första säsong släpptes på DVD den 25 mars 2009.
- Seriens andra säsong släpptes på DVD den 10 juni 2009.
- Seriens tredje säsong släpptes på DVD den 12 augusti 2009.
- Seriens fjärde säsong släpptes på DVD den 14 oktober 2009.
- Seriens femte och sista säsong släpptes på DVD den 25 november 2009.

I januari 2015 publicerades Varuhuset på SVT:s tjänst Öppet arkiv.